# Farol de Fastnet
O Farol de Fastnet é um farol de 54 m de altura situado na remota "Fastnet Rock", no Oceano Atlântico. É o ponto mais ao sul da Irlanda e fica a 6,5 quilômetros (4,0 milhas) a sudoeste de Cape Clear Island e a 13 quilômetros (8,1 milhas) do Condado de Cork, no continente irlandês. O farol atual é o segundo a ser construído na rocha e é o mais alto da Irlanda.